# Венґожево (Злотовський повіт)
Венґожево (пол. Węgorzewo, нім. Vangerow) — село в Польщі, у гміні Оконек Злотовського повіту Великопольського воєводства.
Населення — 279 осіб (2011).
У 1975-1998 роках село належало до Пільського воєводства.

## Демографія
Демографічна структура станом на 31 березня 2011 року:
|          | Загалом | Допрацездатний вік | Працездатний вік | Постпрацездатний вік |
| -------- | ------- | ------------------ | ---------------- | -------------------- |
| Чоловіки | 142     | 27                 | 110              | 5                    |
| Жінки    | 137     | 38                 | 67               | 32                   |
| Разом    | 279     | 65                 | 177              | 37                   |